# 圣伯多禄殉道堂 (那不勒斯)
圣伯多禄殉道堂 (意大利语:Chiesa di San Pietro Martire) 是一座罗马天主教教堂，位于意大利坎帕尼亚大区那不勒斯，Corso Umberto与Via Porta di Massa转角，那不勒斯大学主楼正对面，靠近港口。教堂前广场上有Ruggero Bonghi雕像.

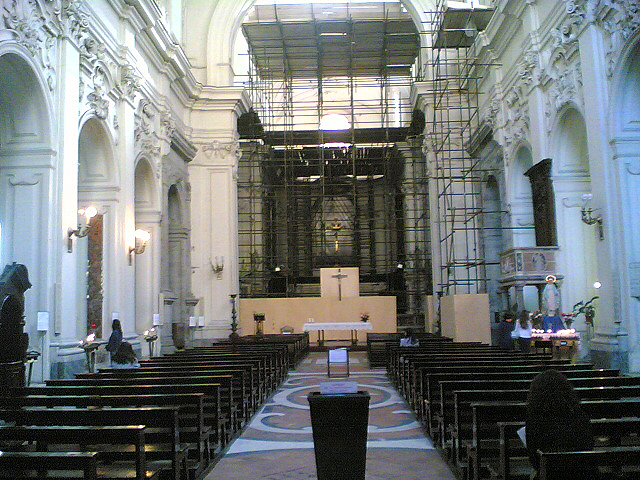
内部

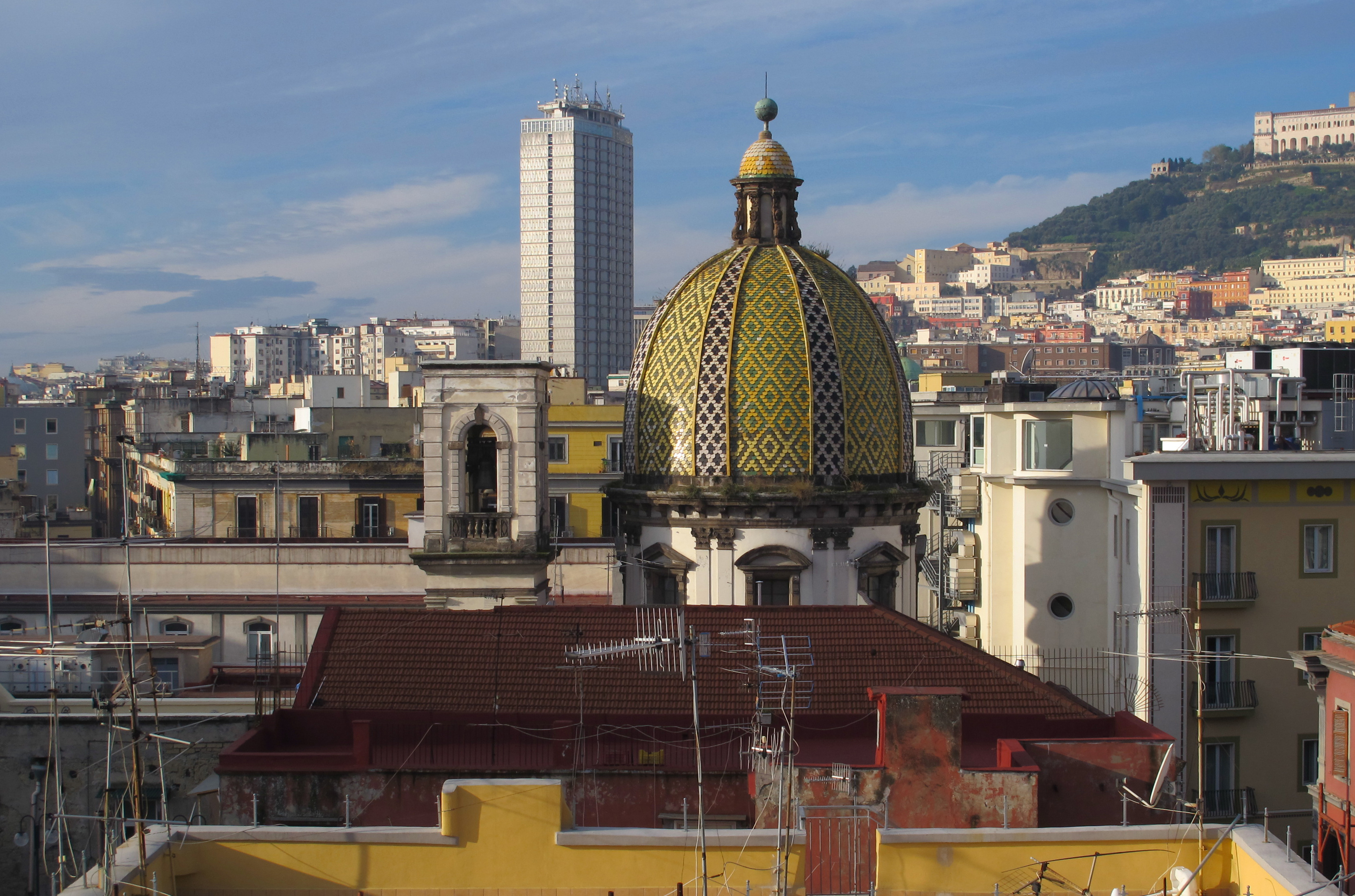

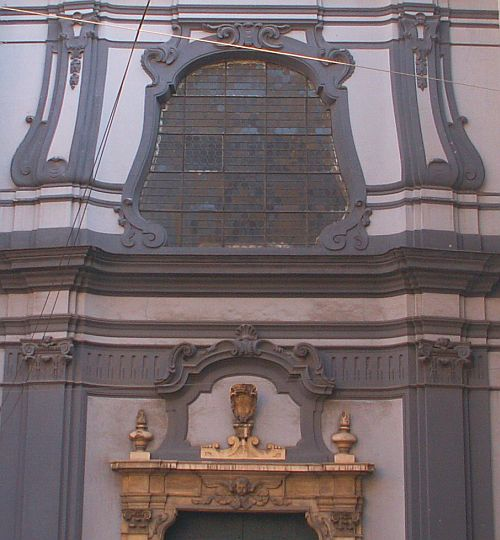